# Angelo della Pergola
Angelo della Pergola est un condottiere du XVe siècle, seigneur du château de la Pergola (entre la Toscane et la Romagne), mort à Bergame en 1427. 
Attaché au parti gibelin, il fait ses premières armes au service du saint-siège, tente de secourir les Pisans contre les Florentins (1405) et rend les plus grands services au duc de Milan, Philippe Marie Visconti, dans ses guerres contre les Suisses, les Florentins, les Vénitiens.
Dans la guerre de 1424 contre les Florentins, il surprend Imola, bat et fait prisonnier Charles Malatesti à Tagonara, et contribue puissamment au succès des batailles d’Anghfari et de la Fagguola. En 1426, il mène son armée au secours de Brescia, assiégée par les Vénitiens, parvient, malgré les efforts du marquis d’Este, à pénétrer dans cette place ; mais, l’année suivante, il perd presque tous ses soldats à la bataille de Macalo et ne doit son salut qu’à son intrépidité. Peu après, il meurt d’une attaque d’apoplexie à Bergame.

## Source
« Angelo della Pergola », dans Pierre Larousse, Grand dictionnaire universel du XIXe siècle, Paris, Administration du grand dictionnaire universel, 15 vol., 1863-1890 [détail des éditions].